# Fernão
Fernão este un oraș în São Paulo (SP), Brazilia.